# Distretto di Kapilvastu
Il distretto di Kapilvastu, detto talvolta anche Kapilbastu, è un distretto del Nepal. In seguito alla riforma costituzionale del 2015 fa parte della provincia di Lumbini, che fino al 6 ottobre 2020 era chiamata provincia No. 5.
Il capoluogo è Taulihawa.
Geograficamente il distretto appartiene alla zona pianeggiante del Terai.
I principali gruppi etnici presenti nel distretto sono i Muslim e i Tharu.

## Municipalità
Il distretto è costituito da 10 municipalità, 5 urbane e cinque rurali.
- Kapilvastu
- Banganga
- Buddhabatika
- Shivaraj
- Krishnanagar
- Maharajganj
- Mayadevi
- Yashodhara
- Suddhodhan
- Bijaynagar